# バラ (マリ)
バラ（フランス語: Bara）はマリ共和国南東部のガオ州にあるコミューンのひとつ。
多くの住民は農業に従事している農村である。
面積は1,090平方キロメートル。人口は12,354人（2009年）。

## 参考
- (French) Plan de Sécurite Alimentaire Commune Rurale de Bara 2005-2009, Commissariat à la Sécurité Alimentaire, République du Mali, USAID-Mali, (2005),  オリジナルの2011-07-20時点におけるアーカイブ。 2011年2月12日閲覧。.